# Thomas Christopher Collins

znak kardinála Collinse

Thomas Christopher kardinál Collins (* 16. ledna 1947 Guelph) je kanadský římskokatolický kněz, emeritní arcibiskup torontský, kardinál.

## Kněz
Studoval v semináři v Hamiltonu. Kněžské svěcení přijal 5. května 1973. Poté pokračoval ve studiích v Římě, o rok později získal licenciát na Pontifikálním biblickém institutě. V roce 1986 získal doktorát z teologie na Papežské univerzitě Gregoriana. V dalších letech přednášel v Semináři svatého Petra v Londýně, kde se stal rektorem.

## Biskup
Dne 25. března 1997 byl jmenován biskupem-koadjutorem diecéze Saint Paul v kanadském státě Alberta. Biskupské svěcení přijal 14. května téhož roku. Řízení diecéze se ujal 30. června 1997 O dva roky později byl jmenován arcibiskupem-koadjutorem arcidiecéze Edmonton. V čele této arcidiecéze stanul 7. června 1999. Dne 16. prosince 2006 byl jmenován arcibiskupem Toronta, jedné z nejvýznamnějších diecézí v Kanadě, jako nástupce kardinála Ambrožiče. Od ledna 2010 je rovněž členem Papežské rady pro sdělovací prostředky. Dne 11. února 2023 papež František přeijal jeho rezignaci na úřad torontského arcibiskupa z důvodu dosažení věkového limitu a jmenoval jeho nástupcem Mons. Franka Lea.

## Kardinál
Papež Benedikt XVI. oznámil jeho jmenování kardinálem 6. ledna 2012, kardinálské insignie převzal na konzistoři 18. února téhož roku.